# دنی چپمن
دنی چپمن (انگلیسی: Danny Chapman؛ زادهٔ ۲۱ نوامبر ۱۹۷۴) بازیکن فوتبال اهل بریتانیا است.
از باشگاه‌هایی که در آن بازی کرده‌است می‌توان به باشگاه فوتبال ایست‌بورن بورو، باشگاه فوتبال لیتون اورینت، باشگاه فوتبال ولینگ یونایتد، باشگاه فوتبال میلوال، باشگاه فوتبال فوکستون اینویکتا، باشگاه فوتبال کرای واندررز، و باشگاه فوتبال دوور اتلتیک اشاره کرد.